# Darren Morgan
Darren Morgan (ur. 3 maja 1966) – walijski snookerzysta. Dwa razy w karierze zajmował 8. miejsce w światowym rankingu snookera. Plasuje się na 81. miejscu pod względem zdobytych setek w profesjonalnych turniejach, ma ich łącznie 111
.

## Statystyki zwycięstw

### Turnieje nierankingowe
- Pontins Professional – 1989, 2000
- Snooker Shoot Out – 1990
- Welsh Professional Championship – 1990, 1991
- Irish Masters – 1996
- World Seniors Championship – 2011

### Turnieje amatorskie
- IBSF World Amateur Championship – 1987
- European Masters Championship – 2007, 2009, 2016, 2017
- IBSF World Masters Championship – 2007, 2009
- Bargoed Labour Club Invitational – 2009
- European Open Championship – 2016, 2017